# CD Projekt
CD Projekt — польський видавець, розробник та локалізатор комп'ютерних ігор. Найбільше відомий за розробкою трилогії ігор про відьмака за мотивами серії романів польського фантаста Анджея Сапковського. Після виходу першої гри «The Witcher» CD Projekt почали працювати над портуванням гри на ігрові консолі під назвою «The Witcher: Білий вовк», що ледь не привело компанію до банкрутства. Закривши цей проєкт, компанія випустила ще дві гри по «Відьмаку», а саме: «The Witcher 2: Вбивці королів» та «The Witcher 3: Дикий Гін». Наразі CD Projekt випустили ще одну гру «Cyberpunk 2077», базованою на настільній грі «Cyberpunk 2020».

## Історія
Компанія була заснована в травні 1994 року Марціном Івінським (пол. Marcin Iwiński) і Міхалом Кічинським (пол. Michał Kiciński). За словами Івінського, в дитинстві він дуже любив грати в відеоігри, але в «соціалістичній» Польщі було дуже важко їх дістати. Оскільки закону про авторське право не було, хлопець вже в середній школі почав продавати піратські копії дисків з іграми на ринках Варшави. В тій же середній школі він зустрів Кічинського, який також займався продажем нелегальних копій ігор. Таким чином, хлопці вирішили працювати разом. Бажаючи вести бізнес законно, вони вирішили заснувати компанію «CD Projekt», ставши першим імпортером дисків з відеоіграми у Польщі. Спершу вони займалися виданням і поширенням програм на території Польщі. CD Projekt довгий час була єдиною польською компанією, що спеціалізується на виданні відеоігор і навчальних програм.

## Локалізатор
CD Projekt також відома як перша компанія, що стала випускати повністю перекладені на польську мову ігри, такі як «Baldur's Gate», «Planescape: Torment», обидві частини «Icewind Dale», «Герої Магії і Меча V» і багато інших. У створенні локалізацій брали участь добре відомі польські актори і знаменитості.
З 2002-го року CD Projekt відкрили філії в Чехії та Словаччині, де почали перекладати ігри чеською мовою. В 2003—2004 роках, за свою локалізаторську діяльність, CD Projekt отримали нагороду «Business Gazelle».

## Створені проєкти
| Рік  | Назва                                      | Платформа                                                         | Рушій         |
| ---- | ------------------------------------------ | ----------------------------------------------------------------- | ------------- |
| 2007 | The Witcher                                | Microsoft Windows, OS X                                           | Aurora Engine |
| 2011 | The Witcher 2: Assassins of Kings          | Microsoft Windows, OS X, Linux, Xbox 360                          | REDengine     |
| 2014 | The Witcher Adventure Game                 | Microsoft Windows, OS X, iOS, Android                             | Н/Д           |
| 2015 | The Witcher Battle Arena                   | iOS, Android                                                      | Unity         |
| 2015 | The Witcher 3: Wild Hunt                   | Microsoft Windows, PlayStation 4, Xbox One                        | REDengine 3   |
| 2015 | The Witcher 3: Wild Hunt – Hearts of Stone | Microsoft Windows, PlayStation 4, Xbox One                        | REDengine 3   |
| 2016 | The Witcher 3: Wild Hunt – Blood and Wine  | Microsoft Windows, PlayStation 4, Xbox One                        | REDengine 3   |
| 2016 | Gwent: The Witcher Card Game               | Microsoft Windows, PlayStation 4, Xbox One                        | Н/Д           |
| 2020 | Cyberpunk 2077                             | Microsoft Windows, PlayStation 4, PlayStation 5, Xbox One, Stadia | REDengine 4   |